# Zouwu
Zouyu, chiamato anche zouwu o zouya, è una creatura leggendaria menzionata nella vecchia letteratura cinese. La prima apparizione conosciuta dei personaggi 騶 虞 ( zou yu ) è nel Libro dei Cantici, ma JJL Duyvendak descrive che l'interpretazione di quel poema come riferirsi ad un animale con quel nome è "molto dubbia" .
Zouyu appare in un numero di opere successive, in cui viene descritto come un animale "giusto", che, analogamente a un qilin, appare solo durante il dominio di un monarca benevolo e sincero. Si dice che sia feroce come una tigre, ma gentile e rigorosamente vegetariano, e descritto in alcuni libri (già in Shuowen Jiezi) come una tigre bianca con macchie nere.
Durante il regno dell'Imperatore Yongle (inizi del XV secolo), il suo parente di Kaifeng gli mandò uno zouyu catturato e un altro zouyu fu avvistato a Shandong . Gli avvistamenti zouyu sono stati menzionati da autori contemporanei come buoni presagi, insieme al Fiume Giallo che scorreva libero e alla consegna di un qilin (cioè una giraffa africana) da una delegazione del Bengala arrivata in Cina a bordo della flotta di Zheng He .
Perplesso sulla vera identità zoologica dello zouyu che si dice sia stato preso durante l'era Yongle, Duyvendak esclama: "Può essere stato forse un Pandah?" Seguendolo, alcuni autori moderni considerano lo zouyu come riferimento al panda gigante .

## Nella cultura di massa
La creatura appare nel film fantasy 2018 Animali fantastici: I crimini di Grindelwald .

## Appunti
1. 1 2 3 4   Second Series, vol. 34, 1939, JSTOR 4527170.
2. ↑   Book of Poetry: Zou Yu, su ctext.org.
3. ↑   Shuowen Jiezi, radical 虍 (tiger), su ctext.org.
4. ↑   China Giant Panda Museum: Historical Records in Ancient China, su kepu.net.cn (archiviato dall'url originale il 6 luglio 2012).. Supposed Chinese historical terminology appears in the Chinese version of this article,  我国古代的历史记载, su kepu.net.cn (archiviato dall'url originale il 6 luglio 2012).
5. ↑  (EN) Breakdown of the ‘Fantastic Beasts: The Crimes of Grindelwald’, su the-leaky-cauldron.org, 21 luglio 2018. URL consultato il 25 settembre 2018.